# Kosmas (biskup praski)
Kosmas (zm. 10 października lub 10 grudnia 1098) – czeski duchowny katolicki, biskup praski od 1067 r.

## Życiorys
Jego pochodzenie i data urodzenia nie są znane. Po śmierci biskupa praskiego Jaromira Gebharta Kosmas został wybrany w 1091 r. na jego następcę. Inwestyturę otrzymał pod koniec tego roku od króla Konrada Salickiego w Mantui. Konsekracja biskupia miała miejsce trzy lata później w Moguncji z rąk arcybiskupa metropolity mogunckiego Rutharda.
W obu tych wyprawach towarzyszył mu czeski kanonik i kronikarz Kosmas z Pragi. Podobne imiona obu postaci historycznych powodowały, że często w źródłach ich dokonania były mylone.